# Zygmunt Zieliński
Zygmunt Zieliński (1 de agosto de 1858 – 11 de abril de 1925) fue un general polaco. Alcanzó el grado de coronel en el Ejército austrohúngaro.
En 1914, se ofreció como voluntario para las Legiones polacas, donde comandó la 3.ª Brigada de las Legiones polacas desde 1915. De 1917 a 1918, comandó los Cuerpos Auxiliares polacos. Después de que terminara la I Guerra Mundial, participó en la Guerra polaco-ucraniana y la Guerra polaco-soviética, al mando del 3.º Ejército polaco. Se jubiló en el año 1922.

## Premios y condecoraciones
- Orden del Águila Blanca (1921)
- Cruz del comandante Virtuti Militari
- Cruz de plata Virtuti Militari
- Cruz de la Independencia
- Cruz del Valor (cuatro veces)
- Cruz del comandante de la Legión de Honor